# Saljoet 4
Het Saljoet 4 (Russisch: Салют-4)-ruimtestation werd gelanceerd op 26 december 1974 en was de zesde lancering van een ruimtestation in het kader van het Saljoet-programma. Bovendien was het de vierde poging van de Sovjet-Unie om een civiel ruimtestation te lanceren. De twee andere lanceringen betroffen militaire Almaz-ruimtestations die het Saljoet-programma als dekmantel gebruikten. Saljoet 4 was na het beperkte succes van Saljoet 1 in alle opzichten geslaagd. Twee bemanningen bleven langere tijd aan boord en voerden met veel succes diverse biomedische experimenten en astronomische observaties uit.

## Ontwikkeling en ontwerp

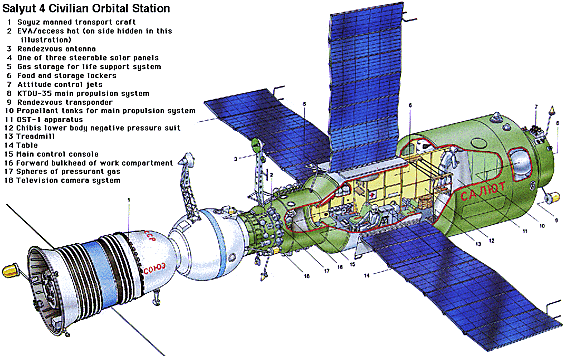
Opbouw van Saljoet 4

Het basisontwerp van de civiele Saljoet-ruimtestations bestond uit rompen die 'geleend' waren van het militaire Almaz-programma, aangevuld met componenten uit het Sojoez-programma. Het resultaat was een eenvoudig, maar redelijk betrouwbaar ruimtestation dat ongeveer 18 ton woog en werd aangeduid met de term "DOS". Na de missie van Saljoet 1 (DOS-1) werd een aantal verbeteringen aan het ontwerp doorgevoerd die voor het eerst werden toegepast op het derde civiele Saljoet-ruimtestation (DOS-3 / Cosmos 557). De missie van DOS-3 mislukte echter door een foutieve baancorrectie en zodoende werd DOS-4 (de vierde, en laatste, aangepaste romp uit het Almaz-programma) het eerste verbeterde ruimtestation van de Sovjets dat in de ruimte werd gebracht.

### Andere verbeteringen
Om de bemanning zo min mogelijk te belasten met het besturen van het ruimtestation werd het nieuwe Delta-automatische navigatie- en standregeling-systeem toegepast. Om spierverslapping en botontkalking als gevolg van langdurige gewichtloosheid tegen te gaan was een ergometer annex fietstrainer tegen het plafond gemonteerd, evenals een loopband. Verder beschikte Saljoet 4 over twee kleine luchtsluizen om afval overboord te kunnen zetten. Bovendien was een systeem aanwezig om water, voor hergebruik, te condenseren uit de atmosfeer van het ruimtestation.

### Instrumenten voor onderzoek
Saljoet 4 was als civiel ruimtestation voornamelijk bedoeld voor onderzoek. Daartoe waren onder andere de volgende instrumenten aan boord:
- De zonnetelescoop OST-1 met een primaire spiegel van 25 cm doorsnede.
- Twee röntgen-telescopen (Filin en RT-4)
- ITS-K telescoopspectrometer voor onderzoek naar de infraroodstraling van de aarde
- Een multispectrale camera voor onderzoek naar stof in de atmosfeer
- MMK-1, een detector voor micro-meteorieten
- SSP-2, een spectrometer voor onderzoek aan de ozonlaag
- Biotherm 1, 2M, 3 en 4 voor onderzoek naar cel-ontwikkeling en embryonale ontwikkeling in gewichtloosheid
- Oasis-1M, een mini broeikas voor de studie van plantengroei in gewichtloosheid

## Missieverslag
Er zijn vier missies naar de Saljoet 4 uitgevoerd, waarvan drie bemand en een onbemande. Van de drie bemande missies zijn er maar twee ook daadwerkelijk gekoppeld met Saljoet 4.
De bemanning van Sojoez 17 arriveerde twee dagen na de lancering op 10 januari 1975 bij Saljoet 4 en trof na het openen van het luik een humoristisch bedoeld briefje aan met de mededeling dat de kosmonauten bij binnenkomst hun voeten moesten vegen. Tijdens een verblijf van exact vier weken voerden de beide kosmonauten tientallen experimenten en astrofysische observaties uit. De hoofdspiegel van de OST-1-zonnetelescoop bleek verbrand te zijn en werd van een nieuwe spiegelende laag voorzien. Omdat het automatische richtsysteem van de telescoop kapot was, werd deze gericht met behulp van de geluiden van de draaiende spiegel, een stethoscoop en een stopwatch. Op 9 februari 1975 maakte de Sojoez-capsule zich los en keerde diezelfde dag nog terug op aarde.
Een kleine twee maanden later, op 5 april 1975 werd Sojoez 18A gelanceerd, een vlucht die bijna noodlottig afliep. De scheiding van de tweede en derde trap van de raket, 288 seconden na de lancering, verliep niet volledig. Na ontsteking van de motoren van de derde trap werd de tweede trap alsnog met veel geweld afgeworpen, met een grote koersafwijking tot gevolg. Zeven seconden later greep het automatische veiligheidssysteem in en werd de vlucht afgebroken. De Sojoez-capsule maakte zich los van de raket waarbij de kosmonauten kortstondig een versnelling van ruim 21 g doorstonden. De capsule landde veilig op Chinees grondgebied, op ruim 80 kilometer van de grens met de Sovjet-Unie. Bergingsploegen haalden de kosmonauten en de capsule een paar uur later op met helikopters, zonder dat de Chinese autoriteiten op de hoogte werden gesteld.
Sojoez 18 was de derde bemande missie en werd gelanceerd op 24 mei 1975. Deze keer verliep de lancering perfect en al een dag later arriveerde het ruimteschip bij Saljoet 4. Een intense periode van 62 dagen volgden met wederom tientallen proefnemingen, observaties en experimenten. Aan het einde van de missie werd het station voorbereid op een langdurige onbemande periode. Op 26 juli 1975 maakte het Sojoez-ruimteschip met de kosmonauten zich los van het Saljoet 4-ruimtestation en landde ruim 4 uur later veilig op aarde.
De laatste missie was met de onbemande Sojoez 20. Er waren echter wel levende wezens aan boord (o.a. schildpadden en diverse planten) waarmee werd onderzocht hoe deze zich gedroegen bij langdurig verblijf (drie maanden) in de ruimte. Ook werd getest hoe het Sojoez-ruimteschip zich hield bij een langduriger verblijf in het luchtledige van de ruimte. Het Sojoez 20-ruimteschip was oorspronkelijk bedoeld voor de Sojoez 16-missie naar het tweede militaire Almaz-ruimtestation, dat vloog onder de dekmantel-naam Saljoet 3.

## Missies en bemanning
- Sojoez 17 - 10 januari t/m 9 februari 1975
  - Georgi Gretsjko
  - Aleksej Goebarev

- Sojoez 18A - 5 april 1975 - Lancering na 295 seconden afgebroken
  - Vasili Lazarev
  - Oleg Makarov

- Sojoez 18 - 24 mei t/m 26 juli 1975
  - Pjotr Klimoek
  - Vitali Sevastjanov

- Sojoez 20 - 17 november 1975 t/m 16 februari 1976
  - onbemand

## Specificaties
- Lengte - 15,8 m.
- Maximale diameter - 4,15 m.
- Leefbaar volume - 90 m³
- Gewicht na lancering - 18.500 kg
- Lanceervoertuig - Proton-K-raket (drie-traps)
- Aantal zonnepanelen - 3
- Oppervlakte van zonnepanelen - 60 m²
- Elektriciteitsproductie - 4 kW
- Bevoorrading - Sojoez 7K-T-ruimtecapsule
- Aantal koppelingspoorten - 1
- Aantal bemande missies - 3
- Aantal onbemande missies - 1
- Aantal langdurige bemande missies - 2

## Terugkeer
Bijna een jaar na het vertrek van de laatste Sojoez-capsule was de baanhoogte van Saljoet 4 zo ver gedaald dat besloten werd het ruimtestation gecontroleerd te laten terugkeren in de atmosfeer. Op 2 februari 1977 werden de hoofdmotoren ontstoken om het station af te remmen. Het station verbrandde vervolgens vrijwel volledig door de wrijving met de atmosfeer.
1. ↑  Jonathan's Space Report.